# Liviu Ciulei
Liviu Ciulei, né le 7 juillet 1923 à Bucarest (Roumanie) et mort le 25 octobre 2011, est un acteur et réalisateur roumain.
Il remporte en 1964 le Prix de la mise en scène au Festival de Cannes.

## Biographie
Il fait des études d'architecture à l'université de Bucarest, et devient décorateur, acteur et metteur en scène pour le théâtre puis au cinéma. Il fait ses débuts en tant qu'acteur en 1951 dans In sat la noi, et sa première réalisation est Eruptia en 1957. Son premier succès est Valurile Dunarii (Les Flots du Danube) en 1959. Il est récompensé par le prix de la mise en scène au Festival de Cannes en 1965 pour La Forêt des pendus. Il est directeur du Théâtre de Minneapolis aux États-Unis.

## Filmographie

### Comme acteur
- 1951 : In sat la noi
- 1953 : Nepotii gornistului
- 1955 : Alarma in munti
- 1959 : Les Flots du Danube (Valurile Dunarii) : Mihai
- 1960 : Soldati fara uniforma
- 1962 : Cerul n-are gratii
- 1964 : La Forêt des pendus (Padurea spânzuratilor) : Klapka
- 1971 : Facerea lumii : Manicatide
- 1971 : Decolarea : Old pilot Barcan
- 1972 : Dragostea începe vineri
- 1973 : Dimitrie Cantemir
- 1973 : Ceata
- 1975 : Mastodontul
- 1979 : Falansterul

### Comme réalisateur
- 1957 : Eruptia
- 1959 : Les Flots du Danube (Valurile Dunarii)
- 1964 : La Forêt des pendus (Padurea spânzuratilor)
- 1977 : O Scrisoare pierduta (TV)